# Іво Ней
Іво Ней (31 жовтня 1931, Тарту) – естонський шахіст, міжнародний майстер від 1964 року.

## Шахова кар'єра
Неодноразово ставав чемпіоном Естонської РСР (1951, 1952, 1956, 1960, 1961, 1962, 1974 i 1974). Між 1960 і 1967 роками чотири рази брав участь у фіналах індивідуальних чемпіонатів СРСР, найкращий результат показав 1963 року в Ленінграді (поділив 12-13 місця разом з Юрієм Авербахом). У 1961, 1963 i 1964 тричі перемагав на чемпіонаті балтійських республік. Найвищого успіху в кар'єрі досягнув 1964 року в Бевервейку, де поділив 1-е місце (разом з Паулем Кересом, випередивши в тому числі Лайоша Портіша, Борислава Івкова i Бента Ларсена) на турнірі Гооґовенс, у якому взяло участь кілька провідних гросмейстерів. Ще один міжнародний успіх показав 1969 року в Таллінні, де поділив 2-е місце після Леоніда Штейна, разом з Паулем Кересом, випередивши в тому числі Едуарда Гуфельда i Айварса Гіпсліса. 1994 року поділив 2-тє місце (після Райнера Кнаака i Йонні Гектора, разом з в тому числі Володимиром Багіровим) на турнірі за швейцарською системою Heart of Finland у Ювяскюля.
1992 року представляв команду Естонії на командному чемпіонаті Європи, який відбувся в Дебреценi. Також входив до складу команди на аналогічному змаганні 1997 року, однак не зіграв там жодної партії. Від 2001 року не бере участь у турнірах під егідою ФІДЕ.
У 1972 році був у Рейк'явіку одним із секундантів Бориса Спаського під час його матчу за звання чемпіона світу проти Боббі Фішера.
За даними ретроспективної системи Chessmetrics, найвищий рейтинг у кар'єрі мав у грудні 1964 року, досягнувши 2667 пунктів посідав тоді 22-е місце в світі.

## Відзнаки
- Орден Естонського Червоного Хреста IV класу – 2001[5]